# Caeruleuptychia aegrota
Caeruleuptychia aegrota är en fjärilsart som beskrevs av Butler 1866. Caeruleuptychia aegrota ingår i släktet Caeruleuptychia och familjen praktfjärilar. Inga underarter finns listade i Catalogue of Life.